# إلسا مورنتي

## إلسا مورنتي
```
إليسا مورنتى
 (بالإنكليزية: Elsa Morante) وُلدت عام 1912 وتوفيت عام 1985، وهي كاتبة من 
إيطاليا
```

## تعريف
وُلدت إلسا مورانتى عام 1912 في أسرة مُفكرة بروما إيطاليا، قامت إلسا البالغة من العمر 29 عاماً بالزواج من الكاتب الإيطالى ألبيرتو مورافيا عام 1941، لكنهما انفصلا عام 1966، وتوفيت هي عام 1985.

## أهم الأعمال
1948: «الأكاذيب والعرافة»
1959: «جزيرة آرثر»
1974: «التاريخ» (لا ستوريا)
1982: «أراشيلي»

## روابط خارجية
- إلسا مورنتي على موقع IMDb (الإنجليزية)
- إلسا مورنتي على موقع الموسوعة البريطانية (الإنجليزية)
- إلسا مورنتي على موقع مونزينجر (الألمانية)
- إلسا مورنتي على موقع ميوزك برينز (الإنجليزية)
- إلسا مورنتي على موقع ديسكوغز (الإنجليزية)
- إلسا مورنتي على موقع قاعدة بيانات الفيلم (الإنجليزية)